# Bryan Konietzko
Bryan Konietzko (Los Ángeles, 1 de junio de 1975) es un animador, escritor, productor y director de animación estadounidense. Es conocido, junto con Michael Dante DiMartino, por ser el creador y el productor ejecutivo de Avatar: La leyenda de Aang y La Leyenda de Korra.

## Biografía
Konietzko se graduó de la escuela secundaria Roswell en Roswell, Georgia, un suburbio al norte de Atlanta. Obtuvo una licenciatura en Bellas Artes en Ilustración por la Escuela de Diseño de Rhode Island en 1998.  
Konietzko también se dedica a la fotografía y tiene una banda, Ginormous, con la que ha publicado varios álbumes. Entre ellos se incluyen «Our Ancestors' Intense Love Affair» y «At Night, Under Artificial Light» .

## Trayectoria
Konietzko trabajó como diseñador de personajes en la serie Padre de Familia y como asistente de director para Mission Hill y Los reyes de la colina. Fue guionista y director artístico para la serie animada de Nickelodeon Invasor Zim.
Entre 2001 y 2014, Konietzko, junto con Michael Dante DiMartino, se dedicó principalmente a escribir y producir la serie animada Avatar: La Leyenda de Aang y su secuela, La Leyenda de Korra, para Nickelodeon. La larga colaboración creativa entre Konietzko y DiMartino es conocida colectivamente como "Bryke" por los aficionados, en referencia a las convenciones de nomenclatura de "shipping".
En 2015, Konietzko estaba trabajando en la escritura e ilustración de una serie de novelas gráficas de ciencia ficción, Threadworlds,  publicada por First Second Books.
En septiembre de 2018, Netflix anunció que Konietzko y DiMartino actuarían como productores ejecutivos y showrunners de la serie de acción real basada en Avatar: La leyenda de Aang , que se estrenaría en 2024.  El 12 de agosto de 2020, Konietzko y DiMartino revelaron en las redes sociales que ambos habían abandonado el programa debido a diferencias creativas con el equipo de Netflix.
In February 2021, ViacomCBS announced the formation of Avatar Studios, a division of Nickelodeon centered on developing newer animated series and movies set in the same universe as Avatar: The Last Airbender and The Legend of Korra, with both DiMartino and Konietzko helming the studio as co-chief creative officers reporting to Nickelodeon Animation Studio president, Ramsey Ann Naito. The first project of the studio is an animated film that is currently set to release on January 20, 2026.